# U-772
Unterseeboot 772 foi um submarino alemão do Tipo VIIC, pertencente a Kriegsmarine que atuou durante a Segunda Guerra Mundial.

## Comandantes
| Comandante              | Data                                            |
| ----------------------- | ----------------------------------------------- |
| Kptlt. Ewald Rademacher | 23 de dezembro de 1943 - 17 de dezembro de 1944 |

## Subordinação
Durante o seu tempo de serviço, esteve subordinado às seguintes flotilhas:
| Período                                        | Flotilha                                   |
| ---------------------------------------------- | ------------------------------------------ |
| 23 de dezembro de 1943 - 31 de julho de 1944   | 31. Unterseebootsflottille (treinamento)   |
| 1 de agosto de 1944 - 14 de outubro de 1944    | 9. Unterseebootsflottille (serviço ativo)  |
| 15 de outubro de 1944 - 17 de dezembro de 1944 | 11. Unterseebootsflottille (serviço ativo) |